# Чарльз Керр, 2-й граф Анкрам
Чарльз Керр, 2-й граф Анкрам (англ. Charles Kerr, 2nd Earl of Ancram; 6 августа 1624 — сентябрь 1690) — шотландский пэр и член английской палаты общин.

## Биография
Чарльз родился 6 августа 1624 года в городе Ричмонд, графство Суррей. Сын Роберта Керра, 1-го графа Анкрама (1578—1654), и его второй жены, леди Энн Стэнли (1600—1657), дочери Уильяма Стэнли, 6-го графа Дерби. Пока он не унаследовал от отца титул после смерти своего отца в декабре 1654 года он был известен под титулом учтивости — лорд Керр.
Чарльз Керр сделал долгую карьеру в английской палате общин. Он смог продолжать заседать в парламенте после того, как он ьунаследовал отцовский титул. Тот факт, что граф Анкрам был шотландским титулом, не был препятствием для того, чтобы заседать в английской палате общин, представляя английский или валлийский избирательный округ. Чарльз Керр был членом парламента от Санкт-Майклса в Корнуолле в марте 1647 и декабре 1648 года в Долгом парламенте. Роберт Холборн, роялист, был лишен возможности заседать на Сент-Майклсе и уступил место Чарльзу Керру. Между июлем 1660 и декабрем 1660 года Чарльз Керр заседал в Парламенте Конвента, где представлял Тирск. После Реставрации в кавалерском парламенте (с 1661 по 1681) он представлял Уиган и снова в Оксфордском парламенте (с 1661 по 1681). Последним парламентом, в котором он заседал, по-прежнему от Уигана, был Лояльный парламент — первый парламент правления Якова II (с 1685 по 1687 год).
После его смерти, между 1 сентября 1690 и 11 сентября 1690 года, титул графа Анкрама перешел к его племяннику, Роберту Керру (впоследствии 1-й маркиз Лотиан), старшему сыну его старшего сводного брата Уильяма Керра, 3-го графа Лотиана.

## Семья
Чарльз Керр был женат на Фрэнсис, которая была леди спальни Кэтрин, королевы-супруги короля Карла II. У них родилась дочь Энн, вышедшая замуж за полковника Натаниэля Рича.